# Франсиско Морасан
Франсиско Морасан (на испански: Francisco Morazán Quezada) е хондураски генерал и политик, управлявал няколко централно американски държави в бурния период между 1827 и 1842.
Надарен с големи лидерски и реформаторски качества, Морасан опитва да превърне Централна Америка в единна и модерна нация. По време на неговото управление въвежда редица прогресивни реформи като свобода на пресата и изповядването на различни религии, модерно образование. Прави опити да ограничи властта на Църквата и да я отдели от държавата, като прави браковете светски и отменя задължителния църковен данък. Прогресивните му идеи обаче му спечелват могъщи врагове и управлението му е белязано от постоянни вътрешни борби между либерали и консерватори. Благодарение на блестящите си военни умения успява да разбива враговете си до 1837, когато най-накрая враговете му успяват да разбият Федералната Централноамериканска Република на пет отделни държави.

## Ранни години
Роден е в Тегусигалпа в заможно креолско семейство, занимаващо се с търговия и земеделие. По това време в Хондурас няма много училища и в началото Морасан се самообучава. През 1804 семейството му се възползва от откриването на католическо училище и го записва там. През 1808 бащата на Франсиско наследява земи в Моросели и мести семейството си там. Тук младия Франсиско получава шанс да работи като писар и помощник на кмета на града. През 1813 отново се мести Тегусигалпа, където Франсиско има шанс да завърши образованието си при Леон Васкес, изучавайки гражданско и наказателно право.
През 1825 се жени за вдовицата Мария Ластири, наследничка на една от най-богатите хондураски фамилии. Нейното богатство, както и кръгът на влиятелни бизнесмеин и политици, в който тя го въвежда дават силен тласък на кариерата му. Двамата имат една дъщеря родена през 1838. Морасан има и извънбрачен син Франсиско Морасан Младши (роден 1827), който живее в семейството на баща си и го придружава в целия му път до екзекуцията му в Сан Хосе през 1842.

## Политическа и военна кариера
Франсиско Морасан започва да се занимава активно с политика след обявяването на независимостта на Кралство Гватемала (част, от което по това време е и Хондурас) от Испания на 15 септември 1821. Работи в кметството на Тегусигалпа като заместник кмет и юрист. След кратко анексиране от Мексиканската империя на 1 юли 1823 е обявено създаването на Федералната Централноамериканска Република. На следващата година за глава на Хондурас е избран Дионисио де Ерера, негов чичо по майчина линия. Франсиско Морасан, който вече си е спечелил име в политическите среди, е назначен за генерален секретар на правителството. Става и лидер на Либералната партия.
През 1827 консерваторите извършват преврат и Морасан е арестуван, но впоследствие успява да избяга първа в Салвадор, а после и в Никарагуа, където сформира армия от свои поддръжници либерали. Повежда своята армия обратно в Хондурас и след знаменитата Битка при Тринидад на 11 ноември 1827, при която разбива войската на завзелия властта генерал консерватор Хусто Миля, триумфално се връща в столицата Тегусигалпа и на 27 ноември 1827 е провъзгласен за президент на Хондурас.
През юли 1830 е избран за президент на Федералната Централноамериканска Република и след като предава управлението на Хондурас на Хосе Сантос Диас дел Вайе, се мести в Гватемала, за да поеме новия си пост. По време на управлението си му се налага често да потушава с военна сила въстания, организирани от консерваторите. През 1837 избухва ново въстание, провокирано от опитите на Морасан да ограничи властта на Църквата. Въстанието е оглавено от бившия свинар Рафаел Карера и въпреки че е успешно потушено, предизвиква излизането от състава на Федерацията на Хондурас, Коста Рика където на власт идват консерваторите. По-късно техния пример последват и Гватемала и Никарагуа. Така през 1839 Морасан става президент на Салвадор, последната крепост на либералите. След неуспешен опит през 1840 да превземе Гватемала, столицата на бившата Федерална Централноамериканска Република, подава оставка от всички постове и заминава на изгнание първоначално в Колумбия, а после в Чили и Перу.
На следващата година с група свои сподвижници се връща по море в Коста Рика и на 10 юли 1842 е провъзгласен за Президент на Коста Рика, след абдикацията на Браулио Карильо. Успява да се задържи на власт само до септември, когато въстание оглавено от португалския генерал Антонио Пинто Суареш, го арестува и на 15 септември 1842 го разстрелва на централния площад в Сан Хосе.